# Raión de Krivói Rog
Raión de Kryviy Rih (en ucraniano: Криворізький район) es un raión o distrito de Ucrania en el óblast de Dnipropetrovsk. 
Comprende una superficie de 5724,9 km².
La capital es la ciudad de Kryviy Rih.

## Demografía
Según estimación 2010, contaba con una población total de 44684 habitantes.

## Otros datos
El código KOATUU fue 1221800000. El código postal 50480 y el prefijo telefónico +380 564.